# Kanton Metzervisse
Der Kanton Metzervisse ist seit 1790 ein französischer Wahlkreis im Arrondissement Thionville, im Département Moselle und in der Region Grand Est (bis 2015 Lothringen).

## Geschichte
Der Kanton wurde am 15. Februar 1790 im Zuge der Einrichtung der Départements als Teil des damaligen „Distrikts Thionville“ gegründet. 1801 kam er zum neuen Arrondissement Thionville. Von 1871 bis 1919 sowie von 1940 bis 1944 gab es keine weitere Untergliederung des damaligen „Kreises Diedenhofen“. Nach der Teilung dieses Kreises gehörte das Gebiet von 1901 bis 1919 zum Kreis Diedenhofen-Ost. Bis 2015 gehörten 23 Gemeinden zum Kanton Metzervisse. Bei der Neuordnung der Kantone in Frankreich gehörte Metzervisse zu den wenigen Kantonen, deren Gebiet unverändert bestehen blieb.

## Geografie
Der Kanton liegt im Norden des Départements Moselle.

## Gemeinden
Der Kanton besteht aus 27 Gemeinden mit insgesamt 38.815 Einwohnern (Stand: 1. Januar 2022) auf einer Gesamtfläche von 234,16 km²:
| Gemeinde               | Mundart Patois                        | Deutsch                       | Einwohner (2022) | Fläche (km²) | Code postal | Code Insee |
| ---------------------- | ------------------------------------- | ----------------------------- | ---------------- | ------------ | ----------- | ---------- |
| Aboncourt              | Aubonco                               | Endorf                        | 318              | 5,9          | 57920       | 57001      |
| Basse-Ham              | Nidder-Ham                            | Niederham                     | 2.318            | 10,05        | 57970       | 57287      |
| Bertrange              | Bertréngen/Bertréng                   | Bertringen                    | 2.900            | 6,82         | 57310       | 57067      |
| Bettelainville         | Berschdrëf of Betschtrëf              | Bettsdorf                     | 624              | 13,71        | 57640       | 57072      |
| Bousse                 | Buuss                                 | Buss                          | 3.254            | 8,81         | 57310       | 57102      |
| Buding                 | Bëddéngen                             | Büdingen (Kr.Diedenhofen-Ost) | 567              | 6,36         | 57920       | 57117      |
| Budling                | Bidléngen                             | Bidlingen                     | 160              | 5,73         | 57970       | 57118      |
| Distroff               | Dischdrëf/Dischtrof                   | Diesdorf                      | 1.853            | 7,93         | 57925       | 57179      |
| Elzange                | Eelséngen                             | Elsingen                      | 672              | 4,01         | 57970       | 57191      |
| Guénange               | Genéngen                              | Niederginingen                | 7.922            | 8,35         | 57310       | 57269      |
| Hombourg-Budange       | Homrech-Ower-Biddéngen/-Owerbiddéngen | Homburg-Bidingen              | 544              | 15,44        | 57920       | 57331      |
| Inglange               | Engléng/Engléngen                     | Inglingen                     | 395              | 5,72         | 57970       | 57345      |
| Kédange-sur-Canner     | Kedéngen/Kiedéngen                    | Kedingen                      | 1.060            | 3,91         | 57920       | 57358      |
| Kemplich               | Kemplech                              | Kemplich                      | 177              | 5,54         | 57920       | 57359      |
| Klang                  | Klangen                               | Klangen                       | 213              | 4,19         | 57920       | 57367      |
| Kœnigsmacker           | Kinneksmaacher/Maacher                | Königsmachern                 | 2.242            | 18,4         | 57970       | 57370      |
| Kuntzig                | Kënzeg/Kënzech                        | Künzig                        | 1.365            | 4,51         | 57970       | 57372      |
| Luttange               | Liténgen of Léiténg                   | Lüttingen/(Leuchtingen)       | 955              | 12,83        | 57935       | 57426      |
| Metzeresche            | Metzeresch                            | Metzeresch                    | 988              | 9,56         | 57920       | 57464      |
| Metzervisse            | Metzerwis                             | Metzerwiese                   | 2.276            | 8,99         | 57940       | 57465      |
| Monneren               | Monner                                | Monnern                       | 401              | 11,06        | 57920       | 57476      |
| Oudrenne               | Uderen                                | Udern                         | 730              | 20,38        | 57970       | 57531      |
| Rurange-lès-Thionville | Rurchéngen/Rurchéng                   | Rörchingen                    | 2.349            | 8,87         | 57310       | 57602      |
| Stuckange              | Stickéng                              | Stückingen                    | 1.455            | 4,44         | 57970       | 57767      |
| Valmestroff            | Wameschdrëf of Waalmeschdrëf          | Walmesdorf                    | 352              | 3,78         | 57970       | 57689      |
| Veckring               | Weckréngen                            | Weckringen                    | 651              | 6,65         | 57920       | 57704      |
| Volstroff              | Wolschdrëf/Wolschtrof                 | Wolsdorf                      | 2.074            | 12,22        | 57940       | 57733      |
| Kanton Metzervisse     | Metzerwis                             | Metzerwiese                   | 38.815           | 234,16       | -           | -          |

### Bevölkerungsentwicklung
| 1962   | 1968   | 1975   | 1982   | 1990   | 1999   | 2006   | 2012   |
| ------ | ------ | ------ | ------ | ------ | ------ | ------ | ------ |
| 22.705 | 26.872 | 28.637 | 30.088 | 29.856 | 30.421 | 32.723 | 35.972 |

## Politik
Im 1. Wahlgang am 22. März 2015 erreichte keines der fünf Kandidatenpaare die absolute Mehrheit. Bei der Stichwahl am 29. März 2015 gewann das Gespann Isabelle Rauch/Pierre Zenner (beide UDI) gegen Jean-Marc Bertram/Jeanine Contou (beide FN) mit einem Stimmenanteil von 61,11 % (Wahlbeteiligung:43,86 %).
Seit 1945 hatte der Kanton folgende Abgeordnete im Rat des Départements:
| Vertreter im conseil général (1) des Départements | Vertreter im conseil général (1) des Départements | Vertreter im conseil général (1) des Départements |
| Amtszeit                                          | Name                                              | Partei                                            |
| ------------------------------------------------- | ------------------------------------------------- | ------------------------------------------------- |
| 1945–19..                                         | Alphonse Glad                                     | DVD                                               |
| 19..–1970                                         | M. Kremer                                         | MRP, danach Centre démocrate                      |
| 1970–1976                                         | Robert Schmitt                                    | Républicains sociaux                              |
| 1976–1982                                         | Jean-Marie Aubron                                 | PS                                                |
| 1982–1988                                         | François Putz                                     | UDF                                               |
| 1988–2008                                         | Jean-Marie Aubron                                 | PS                                                |
| 2008–2015                                         | Jean-Pierre La Vaullée                            | PS                                                |
| 2015–                                             | Isabelle Rauch Pierre Zenner                      | UDI                                               |

(1) seit 2015 Départementrat